# چری ویل، استرالیای جنوبی
چری ویل (به انگلیسی: Cherryville) یک منطقهٔ مسکونی در استرالیا است که در استرالیای جنوبی واقع شده‌است.